# Himaláj – Karavana
Himaláj – Karavana (francouzsky Himalaya : L'Enfance d'un chef, nepálsky हिमालय) je francouzsko-britsko-švýcarsko-nepálský hraný film z roku 1999, který režíroval Éric Valli. Snímek měl světovou premiéru na filmovém festivalu v Locarnu dne 10. srpna 1999.

## Děj
Ve vysokých horách Nepálu v nadmořské výšce 5000 m, se dvě karavany solných nomádů vydávají prodávat svou sůl.
Starý náčelník Tinlé, jehož nejstarší syn právě zemřel za nevysvětlitelných okolností, odmítá přenechat řízení karavany jaků mladému Karmovi, kterého obviňuje ze smrti svého syna. Karma, vzdorující šamanovým věštbám a Tinléovu hněvu, zvedá karavanu před rituálním datem, následovaný mladými muži z vesnice. V den určený bohy se Tinlé s pomocí svého druhého syna (mnicha Norboua), vnuka a starých společníků rozhodne odejít, aby zabránil Karmovu klanu v převzetí moci. Rodová nenávist ve skutečnosti staví klan Tinlého proti klanu Karmy. Obě karavany se nakonec setkají. Znovu dochází k neshodě mezi Tinlém, který cítí hrozící bouři a chce okamžitě odejít, a Karmou, který jeho předpovědi nevěří. Vánice nakonec dorazí a vyčerpaný Tinlé ztratí svou skupinu a je zachráněn Karmou, který zůstal pozadu. Stařec se z nachlazení nevzpamatuje, ale alespoň může naposledy vidět svou rodinu a smíří se se svým zachráncem.

## Obsazení
| Thinle Lhondup           | Tinlé   |
| Lhakpa Tsamchoe          | Péma    |
| Gurgon Kyap              | Karma   |
| Karma Tensing Nyima Lama | Norbou  |
| Karma Wangel             | Pasang  |
| Jampa Kalsang Tamang     | Jampa   |
| Tsering Dorjee           | Rabkie  |
| Labrang Tundup           | Labrang |
| Rapke Gurung             | Tundup  |
| Pemba Bika               | Tensing |

## Ocenění
- César: nejlepší filmová hudba (Bruno Coulais) a nejlepší kamera (Éric Guichard)
- Oscar: nominace v kategorii nejlepší cizojazyčný film